# Nagdlunguaq-48
Nagdlunguaq-48 oftewel N-48 is een omnisportclub uit Groenland die gevestigd is in Nuuk waarvan de voetbalafdeling het bekendst is.
De club werd in 1948 opgericht en speelt in het Nuuk Stadion waar plaats is voor 2.000 toeschouwers en waar een gravelveld ligt. De voetbalafdeling werd elfmaal Groenlands kampioen waarvan de laatste keer in 2019. Enkele spelers van het voetbalteam spelen ook voor het Groenlands voetbalelftal.

## Resultaten
- Coca Cola GM

1977, 1978, 1980, 1982, 1983, 1984, 2000, 2001, 2006, 2007, 2019, 2022

## Bekende (ex-)spelers
- Anders Cortzen
- Jim Degn Olsvig
- Jens Jacobsen
- Kaali Matthaeussen